# Vétrigne
Vétrigne es una comuna francesa situada en el departamento del Territorio de Belfort, en la región de Borgoña-Franco Condado.
Los habitantes se llaman Vétrignois.

## Geografía
Está ubicada a 4 km al este de Belfort y forma parte de la aglomeración de esta ciudad.

## Demografía
| 171 | 193 | 343 | 400 | 421 | 441 | 499 | 633 | 660 |
| Para los censos de 1962 a 1999 la población legal corresponde a la población sin duplicidades (Fuente: INSEE [Consultar]) |     |     |     |     |     |     |     |     |